# 船生村
船生村（ふにゅうむら）は栃木県の北部、塩谷郡に属していた村である。
船生村出身の著名人は船村徹や木下龍太郎がいる。

## 地理
- 河川：鬼怒川

## 歴史
- 1889年（明治22年）4月1日 町村制施行により、船生村、佐貫村が合併し塩谷郡船生村が成立する。
- 1957年（昭和32年）3月31日 玉生村、大宮村と合併し塩谷村となる。

## 交通

### 鉄道
- 東武鉄道
  - 矢板線：西船生駅 - 船生駅 - 長峰荷扱所 - 天頂駅